# Cheviré-le-Rouge
Cheviré-le-Rouge est une ancienne commune française située dans le département de Maine-et-Loire, en région Pays de la Loire, devenue le 1er janvier 2016, une commune déléguée de la commune nouvelle de Baugé-en-Anjou.
Cette commune rurale se situe dans le Baugeois, au nord-ouest de la ville de Baugé.

## Géographie

### Localisation
Ce village angevin de l'ouest de la France se situe dans le Baugeois, au nord-ouest de Baugé, sur la route D 18 qui va de Baugé à Durtal.
Le Baugeois est la partie nord-est du département de Maine-et-Loire. Il est délimité au sud par la vallée de l'Authion et celle de la Loire, et à l'ouest par la vallée de la Sarthe.

### Géologie et relief
Sa superficie est de près de 36 km2 (3 596 hectares) et son altitude varie de 30 à 104 mètres, pour une altitude moyenne de 67 mètres.
Son territoire se trouve sur l'unité paysagère du Plateau du Baugeois. Le relief du Baugeois est principalement constitué d'un plateau, aux terrains sablonneux, siliceux ou calcaires, caractérisés par de larges affleurements sédimentaires, crétacés, sables et calcaires aux teintes claires.
Une partie de la commune comporte des zones naturelles d'intérêt écologique, floristique et faunistique (ZNIEFF), pour la zone de la forêt de Chambiers et celle du bois de la Roche-Hue.

### Climat
Son climat est tempéré, de type océanique. Le climat angevin est particulièrement doux, du fait de sa situation entre les influences océaniques et continentales. Généralement les hivers sont pluvieux, les gelées rares et les étés ensoleillés.

### Aux alentours
Les communes les plus proches sont Montigné-lès-Rairies (3 km), Fougeré (4 km), Échemiré (5 km), Montpollin (6 km), Beauvau (6 km), Jarzé (6 km), Les Rairies (6 km), Saint-Quentin-lès-Beaurepaire (7 km), Sermaise (8 km) et Baugé (8 km).

## Urbanisme
Morphologie urbaine : le village s'inscrit dans un territoire essentiellement rural.
On trouve 467 logements en 2009 sur la commune de Cheviré-le-Rouge, dont 76 % sont des résidences principales, pour une moyenne sur le département de 91 %, et dont 75 % des ménages en sont propriétaires. En 2013, on y trouve 469 logements, dont 80 % sont des résidences principales, pour une moyenne sur le département de 90 %, et dont 77 % des ménages en sont propriétaires.

## Toponymie et héraldique

### Toponymie
Étymologie : 1040 Chiviriaco, du nom d'homme gallo-romain Cavirius et suffixe -acum.
Formes anciennes du nom : Ecclesia de Chiviriaco en 1040, Eclessia Caviriaci en 1050, Chiviriacus en 1077, Chevireyum Rubeum en 1333, Chevireium Rubei en 1308, Chevireyum propre Baugeium en 1517, avant de devenir Cheviré-le-Rouge en 1701,.
Nom des habitants : les Cheviréens.

### Héraldique
| Blason de Cheviré-le-Rouge | Blason  | D'azur au chevron d'or accompagné de quatre coquilles versées du même, trois en chef mal ordonnées et une en pointe. |
| Blason de Cheviré-le-Rouge | Détails | Adopté par la municipalité.                                                                                          |

## Histoire

### Préhistoire
Il a été trouvé sur la commune quatre haches polies de la préhistoire aux lieux-dits Pierre-Laits et d'Aupignelles.

### Moyen Âge
Le domaine, ancienne villa gallo-romaine, appartient dès le Moyen Âge aux comtes d'Anjou. Au XIe siècle l'épouse de Geoffroy II d'Anjou, la comtesse Agnès de Bourgogne, fait construire une église. En 1047 elle est placée sous la tutelle de l'abbaye de la Trinité de Vendôme, qui y fait établir un prieuré,.
Le roi René en 1437 y autorise la fortification de l'église et de la cave du Bouil, petit fief de la paroisse. En 1694 la seigneurie est annexée à Jarzé.

### Ancien Régime
Sous l'Ancien Régime, la paroisse dépend de la sénéchaussée angevine de Baugé et du diocèse d'Angers.

### Époque contemporaine
À la réorganisation administrative qui suit la Révolution, en 1790 la commune est rattachée au canton de Montigné puis de Jarzé, et à son district. En 1800 elle est rattachée au canton de Baugé et à l'arrondissement de Baugé, et à sa disparition en 1926, à l'arrondissement de Saumur.
Pendant la Première Guerre mondiale, 42 habitants perdent la vie. Lors de la Seconde Guerre mondiale, sept habitants sont tués.
En 2014, un projet de fusion de l'ensemble des communes de l'intercommunalité se dessine. Le 18 mai 2015, les conseils municipaux de l'ensemble des communes du territoire communautaire votent la création d'une commune nouvelle au 1er janvier de l'année suivante. L'arrêté préfectoral est signé le 10 juillet et porte sur la création au 1er janvier 2016 de la commune nouvelle de « Baugé-en-Anjou », groupant les communes de Baugé-en-Anjou, Bocé, Chartrené, Cheviré-le-Rouge, Clefs-Val d'Anjou, Cuon, Échemiré, Fougeré, Le Guédeniau et Saint-Quentin-lès-Beaurepaire.

## Politique et administration

### Administration actuelle
Depuis le 1er janvier 2016, Cheviré-le-Rouge constitue une commune déléguée au sein de la commune nouvelle de Baugé-en-Anjou et dispose d'un maire délégué.
| Période                                  | Période  | Identité      | Étiquette | Qualité |
| ---------------------------------------- | -------- | ------------- | --------- | ------- |
| janvier 2016                             | mai 2020 | André Guévara |           |         |
| mai 2020                                 | en cours | Patrick Mary  |           |         |
| Les données manquantes sont à compléter. |          |               |           |         |

### Administration ancienne
La commune est créée à la Révolution. Municipalité en 1790. Le conseil municipal est composé de 15 élus.
| Période                                  | Période       | Identité                    | Étiquette | Qualité                    |
| ---------------------------------------- | ------------- | --------------------------- | --------- | -------------------------- |
| 1800                                     |               | Urbain-Mathieu Bitault      |           |                            |
| 1808                                     |               | Armand-François de Crochard |           |                            |
| 7 avril 1815                             |               | René-Jean Beaussier         |           |                            |
| 28 septembre 1815                        |               | Armand-François de Crochard |           |                            |
| 1816                                     |               | Louis Gallet                |           |                            |
| 1830                                     |               | Martial Beaussier           |           |                            |
| 1834                                     |               | Charles Busson              |           |                            |
| 1836                                     |               | Martial Beaussier           |           |                            |
| 1836                                     |               | Jacques-Charles Pletteau    |           |                            |
| 1843                                     |               | Pierre Lancelot             |           |                            |
| 1848                                     |               | Pierre Moreau               |           |                            |
| 1855                                     |               | Alexandre Mabille Du Chêne  |           |                            |
| 1862                                     |               | Pierre Moreau               |           |                            |
| 1870                                     |               | Gaspard Avrillon            |           |                            |
| 1874                                     |               | Pierre Moreau               |           |                            |
| 1878                                     |               | Gaspard Avrillon            |           |                            |
| 1881                                     |               | Jacques Brestault           |           |                            |
| 1896                                     |               | Pierre de La Bouillerie     |           |                            |
| 1908                                     |               | Paul Fairé                  |           |                            |
| 1925                                     |               | Joseph de La Bouillerie     |           |                            |
| 1935                                     |               | Achille Arnous-Rivière      |           |                            |
| mars 1965                                | 1979          | Gaston Joguet               |           |                            |
| 1979                                     | 1995          | Paul Arnous-Rivière         |           |                            |
| juin 1995                                | mars 2008     | Philippe Laureau            |           | Technico-commercial EDF    |
| mars 2008                                | décembre 2015 | André Guévara               |           | Retraité de la gendarmerie |
| Les données manquantes sont à compléter. |               |                             |           |                            |

### Jumelages
La commune ne comporte pas de jumelage.

### Ancienne situation administrative

#### Intercommunalité
La commune est intégrée en 2015 à la communauté de communes canton de Baugé. Créée en 1994, cette structure intercommunale regroupe les dix communes du canton, dont Montigné-lès-Rairies, Fougeré et Échemiré. Elle a pour objet d'associer des communes au sein d'un espace de solidarité, en vue de l'élaboration d'un projet commun de développement et d'aménagement de l'espace.
La communauté de communes est membre du pays des Vallées d'Anjou, structure administrative d'aménagement du territoire. Le syndicat mixte du pays des vallées d'Anjou (SMPVA) regroupe six communautés de communes : Beaufort-en-Anjou, Canton de Baugé, Canton de Noyant, Loir-et-Sarthe, Loire Longué, Portes-de-l'Anjou.

#### Autres administrations
Conseil de développement du pays des vallées d'Anjou (CDPVA), syndicat intercommunal d'eau et d'assainissement de l'agglomération baugeoise, syndicat mixte intercommunal de valorisation et de recyclage thermique des déchets de l'Est Anjou (SIVERT), syndicat intercommunal pour l'aménagement du Couasnon (SIAC).
Le SIVERT est le syndicat intercommunal de valorisation et de recyclage thermique des déchets de l'Est Anjou, qui se trouve à Lasse.

#### Autres circonscriptions
Jusqu'en 2014, Cheviré-le-Rouge fait partie du canton de Baugé et de l'arrondissement de Saumur. Ce canton compte alors les dix mêmes communes que celles de la communauté de communes. Dans le cadre de la réforme territoriale, un nouveau découpage territorial pour le département de Maine-et-Loire est défini par le décret du 26 février 2014. La commune est alors rattachée au canton de Beaufort-en-Vallée, avec une entrée en vigueur au renouvellement des assemblées départementales de 2015.
Cheviré-le-Rouge est dans la troisième circonscription de Maine-et-Loire, composée de huit cantons dont Longué-Jumelles et Noyant. La troisième circonscription de Maine-et-Loire est l'une des sept circonscriptions législatives que compte le département.

## Population et société

### Démographie

#### Évolution démographique
L'évolution du nombre d'habitants est connue à travers les recensements de la population effectués dans la commune depuis 1793. À partir du 1er janvier 2009, les populations légales des communes sont publiées annuellement dans le cadre d'un recensement qui repose désormais sur une collecte d'information annuelle, concernant successivement tous les territoires communaux au cours d'une période de cinq ans. 
Pour les communes de moins de 10 000 habitants, une enquête de recensement portant sur toute la population est réalisée tous les cinq ans, les populations légales des années intermédiaires étant quant à elles estimées par interpolation ou extrapolation. Pour la commune, le premier recensement exhaustif entrant dans le cadre du nouveau dispositif a été réalisé en 2004,.
En 2013, la commune comptait 961 habitants, en évolution de +8,34 % par rapport à 2008 (Maine-et-Loire : +3,3 %, France hors Mayotte : +2,49 %).
| 1793  | 1800  | 1806  | 1821  | 1831  | 1841  | 1846  | 1851  | 1856  |
| ----- | ----- | ----- | ----- | ----- | ----- | ----- | ----- | ----- |
| 1 486 | 1 405 | 1 478 | 1 706 | 1 741 | 1 635 | 1 724 | 1 725 | 1 625 |

| 1861  | 1866  | 1872  | 1876  | 1881  | 1886  | 1891  | 1896  | 1901  |
| ----- | ----- | ----- | ----- | ----- | ----- | ----- | ----- | ----- |
| 1 642 | 1 573 | 1 604 | 1 589 | 1 628 | 1 552 | 1 590 | 1 503 | 1 460 |

| 1906  | 1911  | 1921  | 1926  | 1931  | 1936  | 1946  | 1954  | 1962 |
| ----- | ----- | ----- | ----- | ----- | ----- | ----- | ----- | ---- |
| 1 442 | 1 385 | 1 197 | 1 233 | 1 161 | 1 061 | 1 140 | 1 042 | 956  |

| 1968 | 1975 | 1982 | 1990 | 1999 | 2004 | 2009 | 2013 | - |
| ---- | ---- | ---- | ---- | ---- | ---- | ---- | ---- | - |
| 902  | 774  | 753  | 756  | 724  | 798  | 910  | 961  | - |

#### Pyramide des âges
La population de la commune est relativement jeune. Le taux de personnes d'un âge supérieur à 60 ans (18,6 %) est en effet inférieur au taux national (21,8 %) et au taux départemental (21,4 %).
Contrairement aux répartitions nationale et départementale, la population masculine de la commune est supérieure à la population féminine (50,3 % contre 48,7 % au niveau national et 48,9 % au niveau départemental).
La répartition de la population de la commune par tranches d'âge est, en 2008, la suivante :
- 50,3 % d'hommes (0 à 14 ans = 25,5 %, 15 à 29 ans = 13,8 %, 30 à 44 ans = 22,9 %, 45 à 59 ans = 19,2 %, plus de 60 ans = 18,5 %) ;
- 49,7 % de femmes (0 à 14 ans = 24,8 %, 15 à 29 ans = 14,6 %, 30 à 44 ans = 23,7 %, 45 à 59 ans = 18,4 %, plus de 60 ans = 18,5 %).

| Hommes | Classe d’âge | Femmes |
| ------ | ------------ | ------ |
| 0,4    | 90 ans ou +  | 0,2    |
| 6,1    | 75 à 89 ans  | 7,5    |
| 12,0   | 60 à 74 ans  | 10,8   |
| 19,2   | 45 à 59 ans  | 18,4   |
| 22,9   | 30 à 44 ans  | 23,7   |
| 13,8   | 15 à 29 ans  | 14,6   |
| 25,5   | 0 à 14 ans   | 24,8   |

| Hommes | Classe d’âge | Femmes |
| ------ | ------------ | ------ |
| 0,4    | 90 ans ou +  | 1,1    |
| 6,3    | 75 à 89 ans  | 9,5    |
| 12,1   | 60 à 74 ans  | 13,1   |
| 20,0   | 45 à 59 ans  | 19,4   |
| 20,3   | 30 à 44 ans  | 19,3   |
| 20,2   | 15 à 29 ans  | 18,9   |
| 20,7   | 0 à 14 ans   | 18,7   |

### Vie locale
Services publics présents sur la commune : mairie, école maternelle et primaire, avec cantine scolaire, garderie périscolaire, bibliothèque, point poste. D'autres services publics se trouvent à Baugé, dont le collège et le centre de secours.
La plupart des structures de santé se trouvent à Baugé (8 km), comme l'hôpital local, l'hôpital intercommunal du Baugeois et de la Vallée (95 places), et plusieurs maisons de retraite.
La collecte des déchets ménagers (tri sélectif) est organisée par la communauté de communes du canton de Baugé. La déchèterie intercommunale se situe sur la commune de Saint-Martin-d'Arcé.
On trouve plusieurs sociétés de boule de fort sur la commune de Cheviré : L'Agriculture, La Fraternité, Le Progrès et Le cercle des Laboureurs, situé dans le hameau du Pont.

## Économie

### Tissu économique
Commune principalement agricole, fin 2008, sur les 70 établissements présents sur la commune, 44 % relèvent du secteur de l'agriculture. Deux ans plus tard, en 2010, sur 79 établissements présents, 39 % relèvent du secteur de l'agriculture (pour une moyenne de 17 % sur le département), 11 % du secteur de l'industrie, 5 % du secteur de la construction, 38 % de celui du commerce et des services et 6 % du secteur de l'administration et de la santé.
Sur 70 établissements présents sur la commune à fin 2013, 36 % relèvent du secteur de l'agriculture (pour une moyenne de 12 % sur le département), 14 % du secteur de l'industrie, 10 % du secteur de la construction, 31 % de celui du commerce et des services et 9 % du secteur de l'administration et de la santé.

### Agriculture
Liste des appellations présentes sur le territoire :
- IGP Bœuf du Maine, IGP Porc de la Sarthe, IGP Volailles de Loué, IGP Volailles du Maine, IGP Œufs de Loué,
- IGP Cidre de Bretagne ou Cidre breton,
- IGP Maine-et-Loire blanc, IGP Maine-et-Loire rosé, IGP Maine-et-Loire rouge.

## Culture locale et patrimoine

### Lieux et monuments
La commune de Cheviré-le-Rouge comporte plusieurs inscriptions à l'inventaire du patrimoine, dont un monument historique :
- église paroissiale Saint-Médard, Monument historique classé le 11 juin 1966 pour le chœur et le clocher, clocher des XIe et XIIIe siècles, chœur édifié au XIIIe siècle, de style gothique Plantagenêt, et nef et transepts du XIXe siècle[47] ;

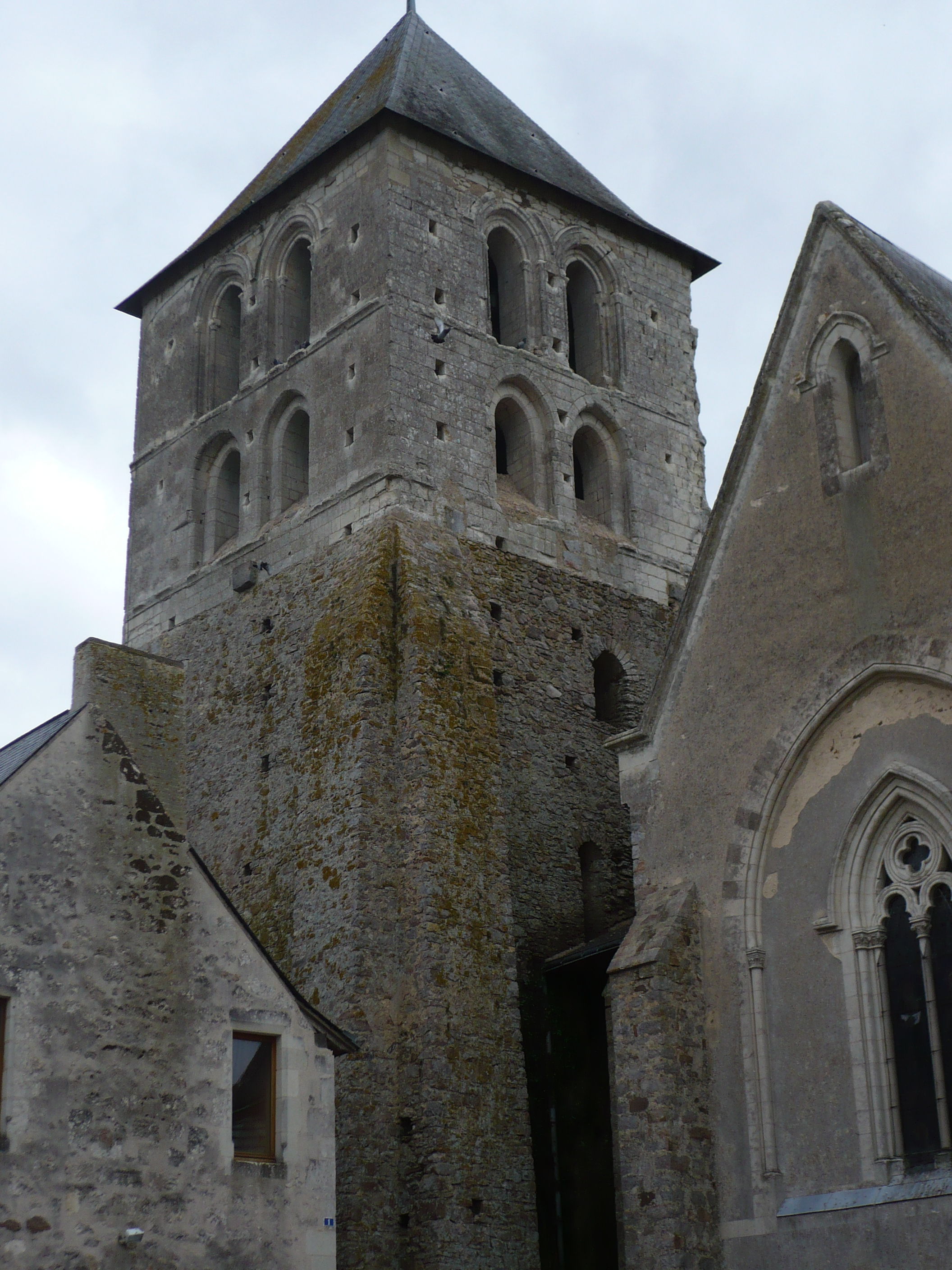
Église Saint-Médard.
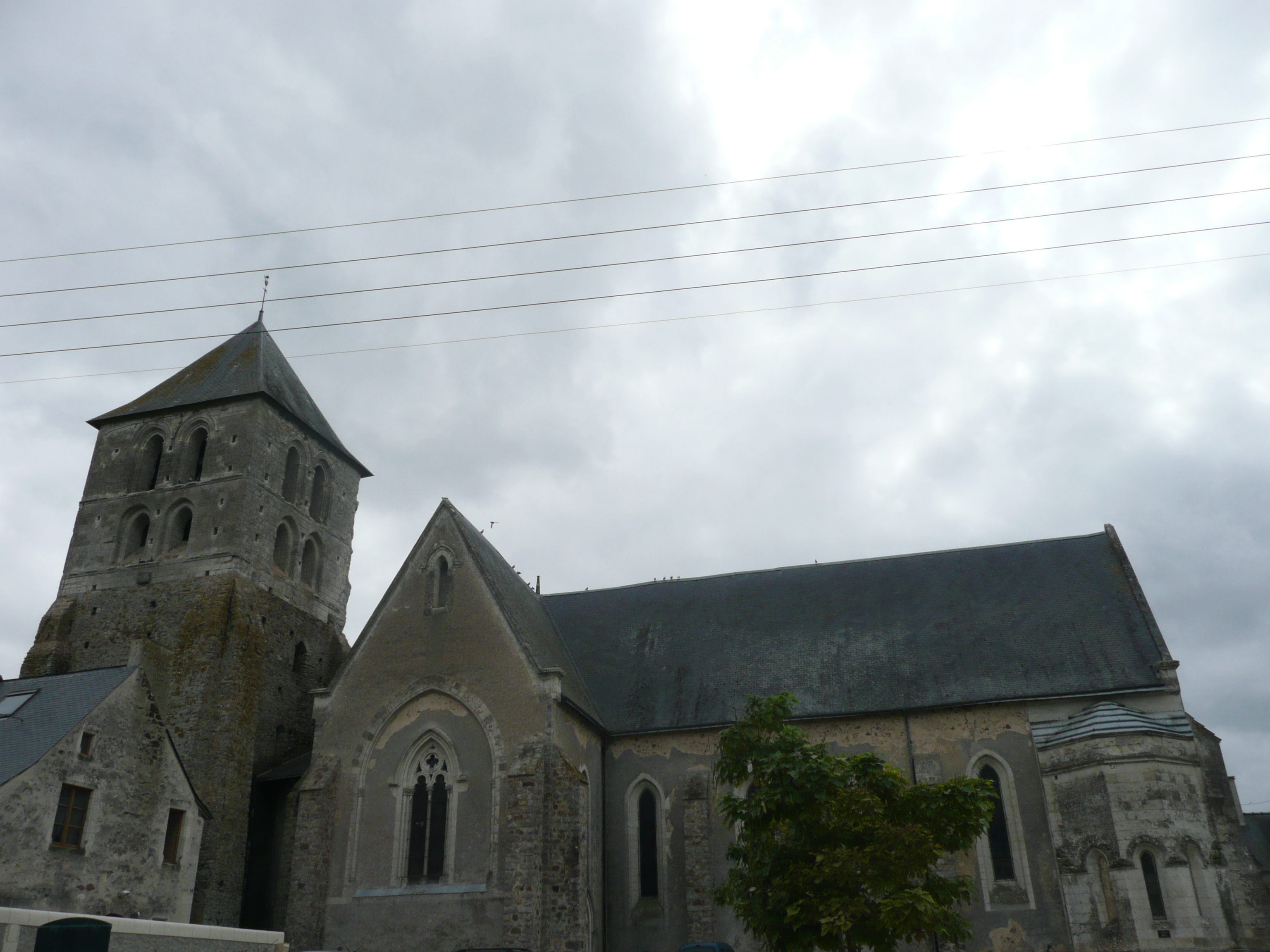
Église Saint-Médard.
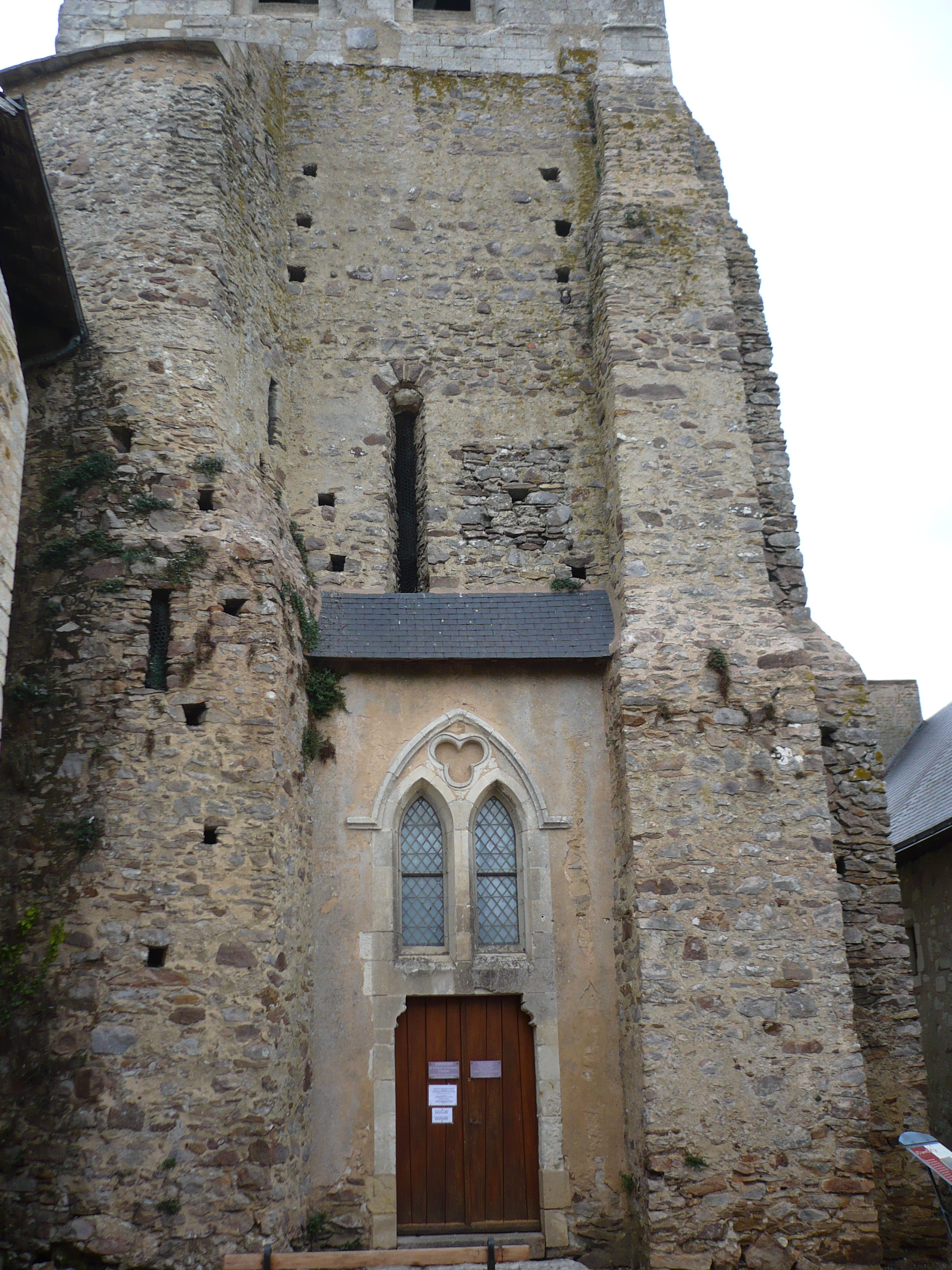
Église - clocher.
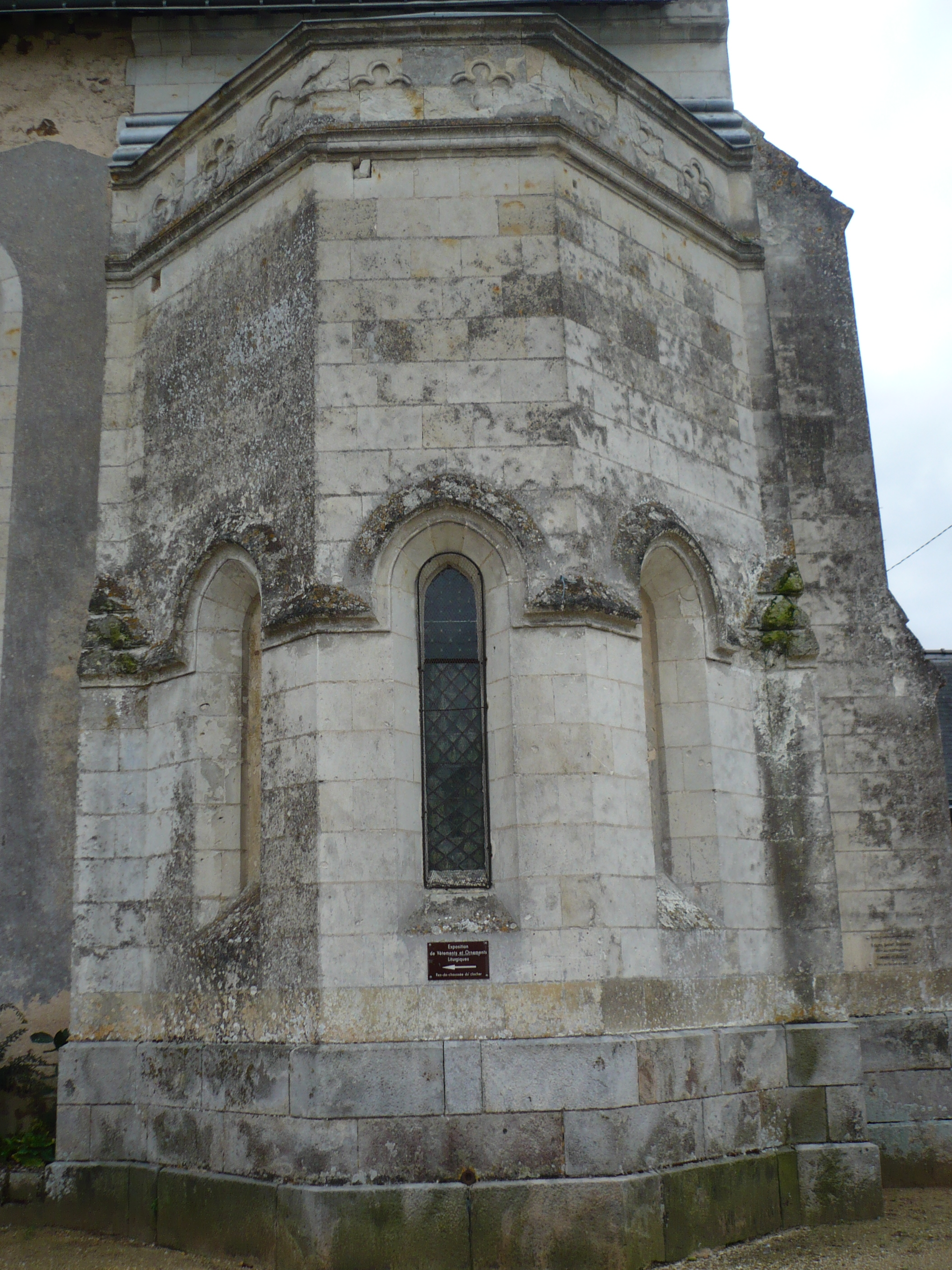
Église - abside.

- chapelle funéraire Saint-Louis-Saint-René, des XVIe et XIXe siècles, Inventaire général ;
- château la Crochardière, du XIXe siècle, Inventaire général ;
- château Moulines, des XIVe, XVIe, XVIIe et XVIIIe siècles, Inventaire général ;
- château de la Roche-Hue du XIXe siècle, sur des ruines du XVIIe siècle, Inventaire général ;
- plusieurs manoirs, dont manoir Hautpignel et chapelle du XVe siècle, manoir la Grande-Mulottière des XIVe, XVIe, XVIIe et XVIIIe siècles, manoir de Bois-Bineteau des XVe, XVIe et XVIIIe siècles, Inventaire général ;
- presbytère, du XVIIIe siècle, Inventaire général ;
- prieuré de Bénédictins, du XVe siècle, Inventaire général ;
- temple de Protestants dit le Prêche, lieu-dit Beauvais, du XVIIe siècle, Inventaire général ;
- plusieurs fermes et maisons, des XVe, XVIe, XVIIe et XVIIIe siècles, Inventaire général.

Autres lieux et monuments :
- lavoir des Langottières,
- sociétés de boule de fort.

### Personnalités liées à la commune
- Marie de La Bouillerie (1822-1894), sous-préfet et homme politique français du XIXe siècle, décédé à La Roche-Hué (commune de Cheviré-le-Rouge)[48].